# Oceanides yoshimotoi
Oceanides yoshimotoi är en insektsart som beskrevs av Ashlock 1966. Oceanides yoshimotoi ingår i släktet Oceanides och familjen fröskinnbaggar. Inga underarter finns listade i Catalogue of Life.